# Championnat de Namibie de football 2022-2023
Navigation
Édition précédente Édition suivante
La saison 2022-2023 du Championnat de Namibie de football est la vingt-huitième édition de la Premier League renommé Debmarine Namibia Premiership pour des raisons de sponsoring, le championnat de première division national namibien.

## Déroulement de la saison
Black Africa FC est le tenant du titre après avoir remporté le championnat en 2019, depuis, les saisons ont été anulées à la suite de problèmes entre la fédération de Namibie de football (NFA) et la ligue. La saison 2021 devait être une saison de transition avant un retour à la normale avec un championnat 2021-2022 devant débuter en août 2021 et terminer en juin 2022.
Quatre clubs déclinent la participation au championnat 2021, Okahandja United, Life Fighters, UNAM FC et African Stars. Les douze clubs restants commencent le championnat de transition le 17 avril 2021. Fin mai 2021, le championnat est arrêté à cause de la pandémie de Covid-19.
Le 6 novembre 2022, après trois années sans football, le championnat reprend avec la saison 2022-2023, en intégrant les quatre équipes dissidentes.
Mais seuls deux clubs entament la saison le 6 novembre, onze clubs s'opposent à la reprise pour des raisons de lacunes administratives, finalement le reste de la première journée du championnat, renommé en Debmarine Namibia Premiership, est joué le 16 et le 19 novembre 2022.

## Compétition

### Classement
| Rang | Équipe                   | Pts | J  | G  | N  | P  | Bp | Bc | Diff |
| ---- | ------------------------ | --- | -- | -- | -- | -- | -- | -- | ---- |
| 1    | African Stars            | 73  | 30 | 22 | 7  | 1  | 62 | 15 | +47  |
| 2    | Blue Waters FC           | 61  | 30 | 18 | 7  | 5  | 49 | 29 | +20  |
| 3    | Life Fighters            | 51  | 30 | 15 | 6  | 9  | 52 | 37 | +15  |
| 4    | Mighty Gunners FC        | 50  | 30 | 14 | 8  | 8  | 45 | 30 | +15  |
| 5    | UNAM FC                  | 47  | 30 | 13 | 8  | 9  | 28 | 24 | +4   |
| 6    | Okahandja United         | 43  | 30 | 11 | 10 | 9  | 31 | 30 | +1   |
| 7    | United Africa Tigers FC  | 42  | 30 | 10 | 12 | 8  | 40 | 33 | +7   |
| 8    | Tura Magic FC            | 42  | 30 | 12 | 6  | 12 | 43 | 43 | 0    |
| 9    | Young African FC         | 40  | 30 | 10 | 10 | 10 | 27 | 27 | 0    |
| 10   | Civics FC                | 37  | 30 | 10 | 7  | 13 | 34 | 33 | +1   |
| 11   | Orlando Pirates Windhoek | 36  | 30 | 10 | 6  | 14 | 40 | 47 | -7   |
| 12   | Young Brazilians FC      | 34  | 30 | 9  | 7  | 14 | 36 | 58 | -22  |
| 13   | Julinho Sporting         | 33  | 30 | 8  | 9  | 13 | 42 | 53 | -11  |
| 14   | Black Africa FC          | 30  | 30 | 7  | 9  | 14 | 29 | 40 | -11  |
| 15   | Eleven Arrows FC         | 26  | 30 | 5  | 11 | 14 | 32 | 44 | -12  |
| 16   | Citizens FC              | 11  | 30 | 2  | 5  | 23 | 18 | 65 | -47  |

|  | Qualification pour la Ligue des champions 2023-2024 |
|  | Relégation en deuxième division                     |